# Мод Уельська
Мод Шарлотта Мері Вікторія Уельська (англ. Maud Charlotte Mary Victoria of Wales), відома як Мод Уельська (англ. Maud of Wales; 26 листопада 1869 — 20 листопада 1938) — королева-консорт Норвегії з 1905 по 1938 рік, дружина короля Норвегії Гокона VII, донька короля Великої Британії Едуарда VII та данської принцеси Олександри.
На її честь названо Землю Королеви Мод та Хребет Королеви Мод в Антарктиді.

## Біографія

### Ранні роки
Мод народилась 26 листопада 1869 року в Мальборо-хаусі, резиденції її батьків, принца та принцеси Уельських, майбутніх короля Великобританії Едуарда VII і королеви Олександри. Була п'ятою дитиною і третьою донькою після Альберта, Георга, Луїзи і Вікторії.
24 грудня новонароджена була охрещена єпископом Лондона Джоном Джексоном. Хрещеними батьками стали принц Леопольд, ландграф Гессен-Кассельський Фрідріх Вільгельм, принц Гогенлое-Ланденбург Віктор, герцогиня Нассау Адельгейда-Марія, король Швеції та Норвегії Карл XV (якого представляв міністр Гохшильд), Марі Баденська (яку представляла Клодіна фон Кіс-Реде), дружина спадкоємця російського престолу Марія Федорівна (яку представляла баронесса Брюнова), Луїза Шведська (яку представляла мадам Бюлов) та герцогиня Інвернесс Сесилія Ундервуд.
Принцеса росла спритною дитиною і мала прізвисько Гаррі. Брала участь у майже всіх візитах родини до Данії. Пізніше супроводжувала матір та сестер у круїзах Норвегією та Середземномор'ям.
У 17 років Мод та її сестри отримала від бабусі Вікторії ордени Індійської корони. Дівчата мали також королівський орден Вікторії та Альберта першого класу та були дамами великого хреста ордену госпітальєрів.

### Шлюб

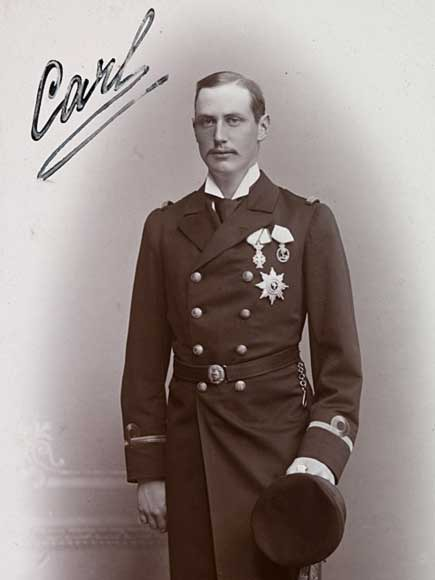
Карл у 1897

22 липня 1896 року 26-річна Мод пошлюбила свого кузена Карла Данського, молодшого від неї на три роки. Вінчання відбулося у каплиці Букінгемського палацу. Батько нареченої надав молодій родині Епплтон-хаус Сандрингемського палацу як заміську резиденцію під час візитів до Англії.
Єдину дитину народила через 7 років після весілля. Автор королівської біографії Тор Боманн-Ларсен припускає, що народження єдиної дитини було результатом ранньої форми штучного запліднення.
До 1905 року родина жила в Данії, оскільки Карл був офіцером данського флоту. У червні 1905 стортинг, розірвавши унію із Швецією, запропонував зробити принца норвезьким монархом. У листопаді після народного опитування Карл прийняв норвезький трон і став королем під ім'ям Гокон VII. Спадкоємця престолу, принца Олександра, нарекли йменням Олаф. Церемонія коронації короля Гокона та королеви Мод відбулася у Нідароському соборі у Тронгеймі.

## Родина
Чоловік Гокон VII, король Норвегії
Діти:
- Олександр Едвард (1903—1991) — наступний король Норвегії, був одружений із Мартою Шведською, мав двох доньок та сина.